# Дивна М. Вуксановић
Дивна М. Вуксановић (Београд, 1965) српска је књижевница, филозоф, теоретичар медија и универзитетска професорка. Вуксановић је председница Естетичког друштва Србије.

## Биографија
Дипломирала је на Факултету драмских уметности, (одсек Менаџмент у култури, позоришна и радио продукција), као и на Филозофском факултету, (одељење за филозофију), у Београду. Од 1992. године магистра је наука о драмским уметностима из области театрологије, а од 1998. доктореса филозофских наука из области савремене филозофије и естетике.
Од 1997. године ради на Факултету драмских уметности у Београду, најпре на Катедри за менаџмент у култури, позоришну и радио продукцију, а потом на Катедри за Теорију и историју. Средином 2011. године, изабрана је за редовног професора Факултета драмских уметности у Београду, на Катедри за теорију и историју, где предаје на предметима: Теорија културе, Естетика, Савремена естетика, Естетика комуникација, Естетика медија, Филозофија медија, Методологија научно-истраживачког рада и Поетика, на свим нивоима студија. Напоредо с овим, предавала је и Теорију медија на Интердисциплинарним докторским студијама Универзитета уметности у Београду, као и Естетику на Одсеку за филозофију Филозофског факултета у Нишу. Такође, на докторским студијама Електротехничког факултета у Београду предаје предмет Комуникологија.
У периоду од 2004. до 2006. године била је продекан за науку Факултета драмских уметности у Београду, као и председавајућа Научног већа ФДУ, те директор Института за позориште, филм, радио и телевизију Факултета драмских уметности у Београду. У другом мандату, на истим функцијама обављала је послове од 2006. до 2007. године. Потом је више година била заменица шефа Катедре за теорију и историју ФДУ, као и чланица Савета ФДУ од 2013. године, те председница Савета Факултета драмских уметности у Београду (2016—2019).
Увела је предмете Естетика комуникација и Филозофија медија у високошколске институције у Србији, и заједно с неколико колегиница и колега из Хрватске и Србије утемељила међународни научни симпозијум Филозофија медија, који се десетак година у континуитету одржава у Хрватској и Србији.
Дивна Вуксановић је актуелна председница Естетичког друштва Србије (други мандат) и Удружења грађана за уметност, културу, медије и друштвена питања „Млади грашак” из Београда (од оснивања 2001. године). Уређивала је научне часописе: Култура (у два мандата), као и Зборник радова факултета драмских уметности у Београду, као и часописе In medias res (Хрватска), Медијски дијалози (Црна Гора). Тренутно је уредница часописа CM, Communication and Media (Србија). Била је, такође, дугогодишња уредница едиције „Мултимедиа“ издавачке куће Клио из Београда.

## Дела
До сада је објавила преко сто педесет научних и стручних радова, шест научних студија у домену филозофије, а приредила је и десетак научних публикација из области филозофије медија, културе и естетике. У области литерарног стваралаштва, објавила је 13 књига (поезија, поетска проза, кратке приче, књиге за децу, роман), а на Радио Београду 2 изведене су јој две радио-драме у режији Влатка Илића, као и једна адаптација романа за децу.-
Њен рад у области филозофије признат је и од стране САНУ и Матице српске, те је с референтним радовима, као посебна одредница, ушла у други том Српске енциклопедије (стр. 925), у издању Завода за уџбенике из Београда. 

### Објављене књиге у области књижевности
- Мадона дугог врата, поезија, Матица српска, Нови Сад, 1992.
- Опажач, опажена, међужанр, Књижевна општина Вршац, 1997.
- Глава харфе, епистоларна поезија, (са Драганом Јовановићем Даниловом), Просвета, Београд, 1998.
- Живот са Троловима (II део), роман, Књижевна реч, Београд, 1998.
- Патолошке приче, кратке приче, Просвета, Београд, 1999.
- Живот с троловима, I и II, роман за децу, Народна књига, Београд, 2003.
- Авантуре са стварима, међужанр – поетска проза, Народна књига - Алфа.
- Штипаљка у хулахопкама роман за децу, Народна књига - Алфа. .
- Лези ми на леђа троле!, роман за децу, Народна књига - Алфа.
- Окултно крварење, кратке приче, Зајечар. 2008.  978-86-86305-24-4..
- Мемо, кратке приче, Сербика, Kрушевац, 2016.
- Ветар са звездане планине, мини-роман за децу, Чигоја, Београд, 2019.
- Девојка са штапом, романоид, Kултурни центар Новог Сада, Нови Сад, 2020.[3]

### Објављене научне монографије у области филозофије
- Постмодерна и феномен синкретизације жанрова у југословенском позоришту до 1991. године, магистарски рад из театрологије, 1993.
- Барокни дух у савременој филозофији: Бењамин, Адорно, Блох, докторска дисертација, Чигоја. .
- , Зограф, Ниш. 2004.  978-86-7578-091-5..

- Филозофија медија: онтологија, естетика, критика, монографија, 1. том, Чигоја. .
- Филозофија медија : онтологија, естетика, критика, 2. том, Факултет драмских уметности, Институт за позориште, филм, радио и телевизију, Чигоја. .
- Филозофија медија 3: Онтологија, естетика, критика, Институт за позориште, филм, радио и телевизију ФДУ – Чигоја, Београд, 2017.
- Нова критичка теорија: Филозофија забаве (с Драганом Ћаловићем и Влатком Илићем), Естетичко друштво Србије – Чигоја, Београд, 2021.

### Радио драме
- Живот са троловима, 2014. (адаптација: Оливера Коларић)[4]
- Орбови, мале душе, 2015.
- Исцељење, 2016.

### Приређена издања
- Фотографија ВуксановићевеШта је естетика?, зборник радова Естетичког друштва Србије (са Небојшом Грубором), Естетичко друштво Србије. .
- Уметност у култури, зборник радова Естетичког друштва Србије (са Небојшом Грубором), Естетичко друштво Србије, Београд, 2007. 2008.  978-86-903729-2-8..
- Књига за медије – медији за књигу, зборник радова, Clio, Београд 2008. 2008.  978-86-7102-330-6..
- Културни идентитети градова, часопис Култура бр. 122-123, Завод за проучавање културног развитка, Београд, 2009.
- Културе ритмова и спектакла I и II, (са Драганом Ћаловићем), часопис Култура бр. 126, Завод за проучавање културног развитка, Београд, 2010.
- Филозофија медија (са Сеадом Алићем и Драганом Ћаловићем), часопис Култура бр. 133, Завод за проучавање културног развитка, Београд, 2011.
- (Не)Култура (са Драганом Ћаловићем), часопис Култура бр. 137, Завод за проучавање културног развитка Србије, Београд, 2012.
- Медији и јавност / Media and Publict, са Сеадом Алићем и Мариом Милковићем, . 2014.  978-953-7809-25-6..
- Умјетност и медији, Уредници: Сеад Алић, Дивна Вуксановић, Марин Милковић, зборник, Свеучилиште Сјевер, Центар за филозофију медија, Загреб, 2013.
- Будућност медија, Уредници: Сеад Алић, Дивна Вуксановић, Марин Милковић, Свеучилиште Сјевер и Центар за филозофију медија и медиолошка истраживања, Загреб, 2015.
- Креативност и медији, Уредници: Сеад Алић, Дивна Вуксановић, Марин Милковић, Свеучилиште Сјевер и ЦФМ, Загреб, 2016.
- Медији и алтернатива, Уредници: Дивна Вуксановић, Драган Ћаловић, Влатко Илић, Марко Ђорђевић, Драгана Китановић, Зборник радова Филозофија медија: Медији и алтернатива, Естетичко друштво Србије, Факултет педагошких наука Универзитета у Крагујевцу, НВО “Млади грашак” за уметност, културу, медије и друштвена питања, Јагодина, 2018.
- Медији и конфликти, Уредници: Дивна Вуксановић, Драган Ћаловић, Влатко Илић, Марко Ђорђевић, Драгана Китановић, Зборник радова: Филозофија медија: Медији и конфликти, Естетичко друштво Србије, Факултет педагошких наука Универзитета у Крагујевцу, НВО “Млади грашак” за уметност, културу, медије и друштвена питања, Јагодина, 2020.
- Медији и усамљеност, Уредници: Дивна Вуксановић, Драган Ћаловић, Влатко Илић, Марко Ђорђевић, Драгана Китановић, Зборник радова Филозофија медија: Медији и усамљеност, Естетичко друштво Србије, Факултет педагошких наука Универзитета у Крагујевцу, НВО “Млади грашак” за уметност, културу, медије и друштвена питања, Београд, Јагодина, 2021.

## Галерија
- Књиге